# Selaginella stauntoniana
Selaginella stauntoniana är en mosslummerväxtart som beskrevs av Antoine Frédéric Spring. Selaginella stauntoniana ingår i släktet mosslumrar, och familjen mosslummerväxter. Inga underarter finns listade i Catalogue of Life.